# Celacant

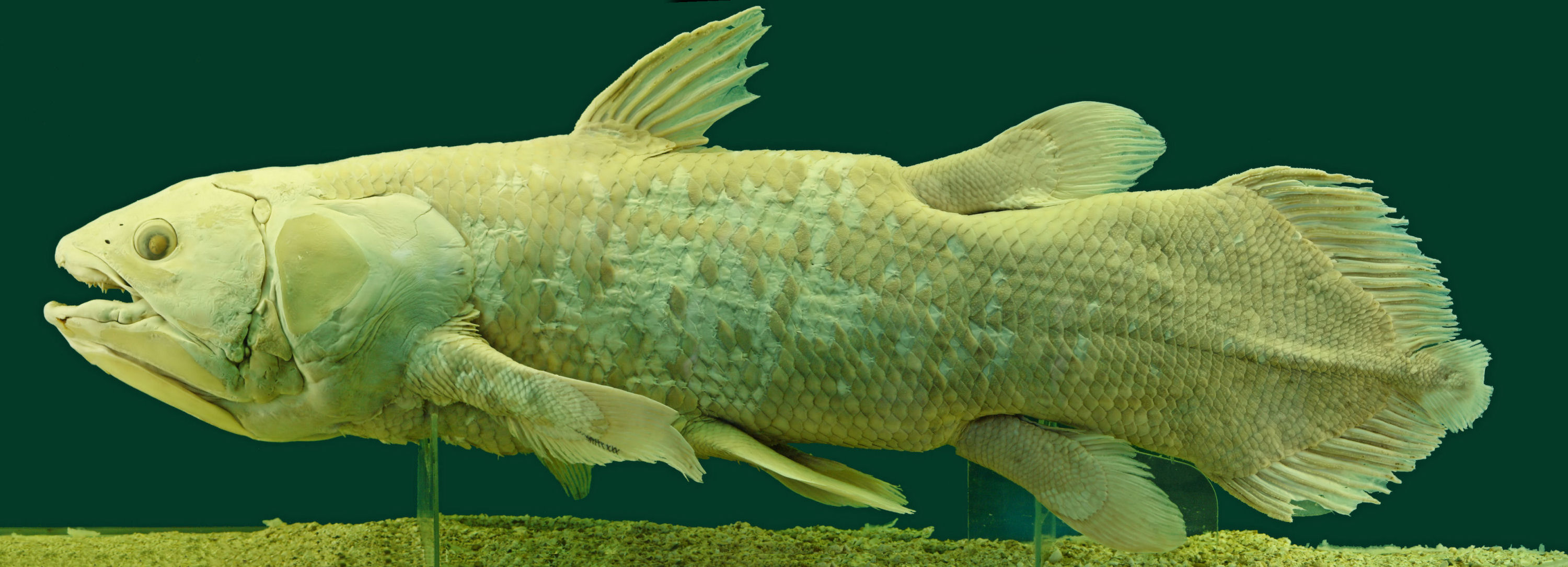

Celacanții reprezintă un ordin de pești care include doar două specii care încă există în prezent.
Este un pește preistoric, fiind considerat dispărut de aproape 60 de milioane ani pâna când un exemplar a fost pescuit in 1938 in Africa de Sud.  De atunci doua specii vii de celacant au fost identificate:
Latimeria chalumnae, coelacantul Oceanului Indian de Vest este listat ca fiind pe cale critică de dispariție, cu aproximativ 500 de exemplare ramase. Atinge 2 metri lungime si 80 de kg si are culoarea albastră.
Celacantul indonezian (Latimeria menadoensis, indoneziană: raja laut), numit și celacant Sulawesi este cealaltă specie vie de celacant, identificată prin culoarea sa maro. Este catalogat ca vulnerabil de către IUCN. Populații separate de celacant indonezian se găsesc în apele din nordul Sulawesi, precum și în Papua și Papua de Vest.